# Шели Кон
Шели Дебора Кон (на английски: Shelley Deborah Conn) е родена на 21 септември 1976 година във северната територия на Лондон, Лондонският район Барнет, Англия. Тя е английска актриса.  Тя е може би най-известна със ролите си на Лейди Мери Шарма през 2022 година във изключително успешният телевизионен сериал на Нетфликс Bridgerton (Бриджъртън), освен това и през 2020 година също така е популярна и като ролята на Изабела във филмът Love Sarah, също така през 2011 година и във ролята на Докторка Елизабет Шанън във поредицата на Спилбърг която се казва Terra Nova, и получи популярност през 2010 година във ролята на Тери където тя играе ролята на другата жена във филмът Как Да Разбера/How Do You Know, и скоро ще бъде видяна във телевизионният сериал Good Omens на Нийл Геймън и сериалът The Boys на поредицата Gen V и двата за Амазон Прайм.

## Ранен Живот И Образование
Шели Кон е родена във Барнет на северният район на столицата Лондон от англо-индийски родители. Тя е със смесено наследство, което включва португалски, бирмански и индийски произходи.  Тя посещаваше и учише във колежът на нейно величество Кралица Мери във Бейзингстоук и Академията за драматично изкуство Уебър Дъглас. Шели Кон е тренирала във Бретън Хол, Западен Йоркшър, Тя беше студентка във училището-колеж Кранбърн във Бейзингстоук.

## Кариера
След драматичното училище Шели Кон има поредица от малки роли във различни британски филми, преди да стане известна и да придобие популярност, когато играеше във индийската роля като Ашика Чандирамани във сериалът на британската медия BBC, Party Animals/Купонджий. През 2001 година, Тя получи ролята на PC Мириам Да Силва във телевизионните серии Mersey Beat по BBC1 и нередовната повтаряща се роля във сериалът Casualty. През 2002 година, Шели Кон прави своя дебют на театрална сцена във Западният Край/Уест Енд във три пиеси през декември 2002 година, след като се премести от Стратфорд-Ейвън във Джейкъбийн Сезон на Кралската Шекспир Компания във Театър Джиългуд – Островната Принцеса, Източно Напред Хоу! (пиеса която тя изигра) и Римският актьор. Шели Кон се появяваше по телевизията, киното и театърът, със серия от водещи роли във различни европейски и британски филми със малък бюджет, А именно драми със роли на BBC като Невинният Проект/The Innocence Project, И от време на време се завръщаше по RSC. Шели Кон се присъедини да участва по телевизионните серии пет от популярният сериал по BBC One Down To Earth/Един По-Малко Във Земята през 2004 година. Във началото на 2008 година. Шели Кон участваше във ролята на Миранда Хил във „Дворецът/The Palace“, Роля като Джесика във „Любовници/Mistresses“ и във друга индийска роля като Нийла Сахджани във „Изпитание И Възмездие/Trial & Retribution“. През 2008 година, Тя се появява играейки ролята на Клеър във Dead Set. През 2010 година, Тя играе във ролята на Дани Прендивил във телевизионният сериал Strike Back. След като Шели Кон вече има десет години опит на сцената като актриса до 2010 година, Тя получи роля във драматичният филм от 2010 година където тя играе във ролята на другата жена Тери, Във любовната драма Как Да Разбера/How Do You Know, Където тя се запозна със холивудската звезда Рийз Уидърспуун, И дори двете жени се харесаха взаимно и станаха приятелки, Шели Кон като актриса вече със десет години опит поиска от сценаристите да й дадат повече снимачни сцени със Рийз Уидърспуун която игра главната роля на добрата Лиса, Обаче сценаристите и режисьорите отхвърлиха предложението от Шели Кон защото те не искаха инструкции и нареждания от актьорският състав, Те дори затвориха устата на Шели Кон като й обясниха причината заради която й отказаха предложението за повече сцени между нея и Рийз, И тя е че това е драматичен филм със любовен триъгълник между двама мъже и една жена, А не любовен триъгълник между две жени и един мъж, Критиците на драматичният филм разбират че това е причината поради която на Шели Кон сценаристите и режисьорите не са й дали възможност за да получи повече снимачни сцени във филмът. Въпреки това една година по-късно, Тя беше избрана от Стивън Спилбърг за една от главните роли във телевизионният сериал Terra Nova/Тера Нова, който струва 150 милиона долара чиято премиера беше на 26 септември 2011 година. През 2014 година, Шели Кон взе участие във американският телевизионен сериал Лотарията/The Lottery. През април 2021 година, Беше обявено че Шели Кон ще играе ролята на индийката Мери Шарма във втората серия от романтичната драма на Нетфликс Бриджъртън/Bridgerton която е базирана на вторият роман на Джулия Куин от нейната поредица Бриджъртън, Виконтът Който Ме Обичаше/Bridgerton, The Viscount Who Loved Me. Сериалът беше издаден през март 2022 година.

## Личен Живот
Въпреки произходът и самоличността си, Шели Кон живее във Лондон, Тя бягаше във Лондонският Маратон през 2006 година.  Шели Кон се омъжи за приятелят си от повече от десетилетие, актьорът Джонатан Кериган, във края на 2011 година.

## Филмография

### Филм
| Заглавие                                 | Година | Роля                | Бележки                                                              |  |
| ---------------------------------------- | ------ | ------------------- | -------------------------------------------------------------------- |  |
| The Last Musketeer (Последният Мускетар) | 2000   | Узма                |                                                                      |  |
| City Central                             | 2000   | Наз                 |                                                                      |  |
| Maybe Baby                               | 2000   | Нюрс 2              |                                                                      |  |
| Hawkins                                  | 2001   | Шарим Разик         |                                                                      |  |
| Man And Boy                              | 2002   | Джасмин             |                                                                      |  |
| Possession                               | 2002   | Кенди               |                                                                      |  |
| Second Generation (Второ Поколение)      | 2003   | Амба                |                                                                      |  |
| Charlie And The Chocolate Factory        | 2005   | Принцеса Пондишери  |                                                                      |  |
| Transit                                  | 2005   | Аша                 |                                                                      |  |
| L'Entente Cordiale                       | 2006   | Пунам               |                                                                      |  |
| Nina's Heavenly Delights                 | 2006   | Нина Шах            | Главна Роля                                                          |  |
| The Innocence Project (Невинният Проект) | 2006   | Докторка Ийв Уолкър |                                                                      |  |
| The Palace (Дворецът)                    | 2008   | Миранда Хил         |                                                                      |  |
| Trial & Retribution                      | 2008   | Нийла               |                                                                      |  |
| Marchlands                               | 2010   | Ниша                |                                                                      |  |
| How Do You Know (Как Да Разбера)         | 2010   | Тери                | Драматичен Филм (Играе Ролята На Другата Жена Срещу Рийз Уидърспуун) |  |
| Heading Out                              | 2013   | Ийв                 |                                                                      |  |
| Love Sarah                               | 2020   | Изабела             |                                                                      |  |
| The Deceived                             | 2020   | Рут                 |                                                                      |  |
| Four Lives (Четири Живота)               | 2021   | Надя Персауд        |                                                                      |  |

### Телевизия
| Заглавие                  | Година    | Роля                                           | Бележки                         |
| ------------------------- | --------- | ---------------------------------------------- | ------------------------------- |
| Attachments               | 2000      | Кари Ноууълс                                   |                                 |
| Down To Earth             | 2000      | Кери Джамил                                    | Пети Епизод                     |
| Casualty (Злополука)      | 2000-2002 | Далджит Раманий                                | Три Епизода                     |
| Mersey Beat               | 2001      | ПС Мириам Да Силва                             |                                 |
| Party Animals (Купонджий) | 2007      | Ашика Чандирамани                              | Индийска Роля                   |
| Mistresses (Любовници)    | 2008-2010 | Джесика Фрейзър                                |                                 |
| Raw                       | 2008      | Таня                                           |                                 |
| Dead Set                  | 2008      | Клеър                                          |                                 |
| Strike Back               | 2010      | Дани Прендивил                                 | Телевизионен Сериал             |
| Terra Nova (Тера Нова)    | 2011      | Елизабет Шанън                                 | 13 Епизода                      |
| Silent Witness            | 2012      | Ди Ай Кони Джеймс                              | Два Епизода                     |
| By Any Means              | 2013      | Джесика Джоунс                                 |                                 |
| The Lottery (Лотарията)   | 2014      | Габриел Уестууд                                |                                 |
| 24:Live Another Day       | 2014      | Главна Инспекторка Хелен Маккарти              | Един Епизод                     |
| W1A                       | 2015      | Женска Водеща На Новините                      | Един Епизод                     |
| Heartbeat                 | 2016      | Милисент Пател                                 | Индийска Роля                   |
| Back                      | 2017      | Ани                                            |                                 |
| Liar (Лъжец)              | 2017-2020 | Ди Ай Ванеса Хармън                            | 12 Епизода                      |
| Death In Paradise         | 2019      | Марина Шепхърд                                 | Осми Епизод (Епизод 8x02)       |
| The Rook                  | 2019      | Даниел Уълф                                    | Четири Епизода                  |
| Bridgerton (Бриджъртън)   | 2022      | Лейди Мери Шефилд Шарма/Дама Мари Шефилд Шарма | Индийска Роля (Нетфликс Сериал) |